# Plantago tunetana
Plantago tunetana är en grobladsväxtart som beskrevs av Svante Samuel Murbeck. Plantago tunetana ingår i släktet kämpar, och familjen grobladsväxter. Inga underarter finns listade i Catalogue of Life.